# بلفاست (فیلم)
بلفاست (انگلیسی: Belfast) فیلمی در ژانر درام به نویسندگی و کارگردانی کنت برانا است که در ۲۰۲۱ به نمایش درآمد. بازیگران این فیلم کترینا بلف، جودی دنچ، جیمی درنان، کیران هایندز، کالین مورگان، جوسی واکر
و جود هیل هستند. این فیلم که برانا آن را «شخصی‌ترین فیلم» خود توصیف می‌کند، به داستان دوران کودکی پسر جوانی در بلفاست، ایرلند شمالی در ابتدای درگیری‌های ایرلند شمالی در سال ۱۹۶۹ می‌پردازد.
بلفاست برای اولین بار در ۲ سپتامبر ۲۰۲۱ در جشنوارهٔ فیلم تلوراید به نمایش درآمد و مدتی بعد در جشنواره بین‌المللی فیلم تورنتو ۲۰۲۱ برندهٔ جایزهٔ منتخب مردم شد. این فیلم در زمینهٔ کارگردانی و فیلمنامه برانا، فیلم‌برداری و نقش‌آفرینی بازیگران مورد تحسین منتقدان قرار گرفت و بیش از ۳۰ میلیون دلار در سراسر جهان فروخت. این فیلم در نود و چهارمین دوره جوایز اسکار نامزد دریافت هفت جایزه شده و از سوی هیئت ملی بازبینی فیلم به عنوان یکی از بهترین فیلم‌های سال ۲۰۲۱ انتخاب شده‌است. این فیلم در هفتاد و نهمین مراسم گلدن گلوب برندهٔ جایزهٔ بهترین فیلم‌نامه شد.

## بازیگران
- کترینا بلف
- جودی دنچ
- جیمی درنان
- کیران هایندز
- کالین مورگان
- جوزی واکر
- جود هیل
- تورلاک کانوری